# 대한민국 제19대 대통령 선거 국민의당 후보 경선
국민의당 제19대 대통령 후보 경선은 대한민국 제19대 대통령 선거를 위해 국민의당의 대통령 후보를 선출하는 절차를 말한다. 대한민국 정당 사상 최초로 완전 국민 경선을 실시한 결과 안철수 의원이 국민의당의 대통령 후보로 선출되었다.
박근혜-최순실 게이트의 여파로 전통적인 보수 진영의 대선 주자들이 지지를 얻지 못하자 이에 대한 대안으로 비문재인 성향이 강한 중도, 보수층이 안철수 후보에게 결집, 한때 문재인 더불어민주당 후보와 양강 구도를 형성하기도 하였다. 그러나 대부분의 보수 성향 유권자들의 표심이 홍준표 자유한국당 후보에게로 넘어가면서 안철수 후보의 지지율은 급락하였고, 결국 최종 결과 3위로 낙선하고 만다.

## 일정
3월 13일 ~ 3월 14일 : 후보 등록
3월 17일 : 예비경선
3월 25일 : 광주, 전남, 제주 현장투표
3월 26일 : 전북 현장투표
3월 28일 : 대구, 경북, 강원 현장투표
3월 30일 : 부산, 울산, 경남 현장투표
4월 1일 : 경기 현장투표
4월 2일 : 서울, 인천 현장투표
4월 3일 ~ 4월 4일 : 여론조사
4월 4일 : 충청권 현장투표
4월 6일 : 결선투표

## 후보자
2017년 3월 15일 박주선 국회부의장이, 3월 19일에는 안철수 전 당 대표와 손학규 전 민주당 대표가 대선 출마를 선언하였다.
안철수 국민의당 전 대표는 새정치민주연합 의원 시절인 2015년 6월 대선 출마 의사를 밝힌 적이 있으며 국민의당 대표였던 2016년 8월에도 대선 출마를 선언하였다. 국민의당 경선 예비후보로 안철수, 손학규, 박주선, 양필승, 김원조, 이상원 6명이 등록했고 2016년 12월 출마를 선언한 바 있던 천정배 전 대표는 국민의당의 대선 승리에 밀알이 되겠다며 후보등록을 하지 않았다.
3월 17일 박주선, 손학규, 안철수 후보가 예비경선을 통과했다. 양필승 후보는 경선 컷오프는 불법이라며 항의하다가 결국 예비경선에도 불참했다.
2017년 3월 12일 국민의당 최고위원회는 당 선거관리위원회가 보고한 대로 별도의 선거인단 모집 없이 7차례에 걸친 전국순회경선 현장투표 80%와 여론조사 20%를 통해 대통령 후보를 선출하고, 과반 득표자가 없을 경우 결선투표를 시행하는 경선규칙을 확정했다.
3월 13일부터 3월 14일까지 진행된 예비후보 등록에는 안철수 전 공동대표, 손학규 전 민주당 대표, 박주선 국회부의장, 양필승 주식회사 로컴 사장, 김원조 세무사, 이상원 전 울산 신정동 통장 등이 등록했다.
3월 17일 당무위원, 국회의원, 지역위원장 등으로 이루어진 예비경선 선거인단은 투표를 통해 양필승, 김원조, 이상원 후보를 컷오프했다. 양필승 후보는 예비경선 당시 불법 컷오프라고 난동을 부리다 쫓겨났다.
| 대한민국 제19대 대통령 선거 국민의당 경선 후보 | 대한민국 제19대 대통령 선거 국민의당 경선 후보 | 대한민국 제19대 대통령 선거 국민의당 경선 후보 | 대한민국 제19대 대통령 선거 국민의당 경선 후보 | 대한민국 제19대 대통령 선거 국민의당 경선 후보 |
| 기호                                           | 이름                                           | 생년                                           | 경력 | 비고                                           |
| ---------------------------------------------- | ---------------------------------------------- | ---------------------------------------------- | --- | ---------------------------------------------- |
| 1                                              | 안철수                                         | 1962년                                         | 前 안랩 창업자 겸 대표이사 前 국민의당 상임공동대표 前 새정치민주연합 공동대표 제19·20대 국회의원                                                                         | 최종 후보 선출                                 |
| 2                                              | 박주선                                         | 1949년                                         | 제20대 전반기 국회부의장 제16·18·19·20대 국회의원 대통령비서실 법무비서관                                                                                                 |                                                |
| 3                                              | 손학규                                         | 1947년                                         | 前 더불어민주당 상임고문 前 민주당 대표최고위원 前 통합민주당 공동대표최고위원 前 대통합민주신당 당대표 제33대 보건복지부 장관 제31대 경기도지사 제14·15·16·18대 국회의원 |                                                |

## 결과
| 날짜                | 경선                | 안철수          | 박주선        | 손학규         | 계      |
| ------------------- | ------------------- | --------------- | ------------- | -------------- | ------- |
| 3월 25일            | 제주                | 1,227 (52.5%)   | 165 (7.1%)    | 946 (40.4%)    | 2,338   |
| 3월 25일            | 광주                | 15,976 (59.4%)  | 6,153 (22.9%) | 4,756 (17.7%)  | 26,885  |
| 3월 25일            | 전남                | 20,532 (62.3%)  | 3,877 (11.8%) | 8,544 (25.9%)  | 32,953  |
| 3월 26일            | 전북                | 21,996 (72.6%)  | 830 (2.7%)    | 7,461 (24.6%)  | 30,287  |
| 3월 28일            | 부산                | 3,341 (79.1%)   | 263 (6.2%)    | 619 (14.7%)    | 4,223   |
| 3월 28일            | 울산                | 1,076 (64.4%)   | 117 (7.0%)    | 477 (28.6%)    | 1,670   |
| 3월 28일            | 경남                | 3,144 (73.8%)   | 435 (10.2%)   | 679 (15.9%)    | 4,258   |
| 3월 30일            | 경북                | 2, 663 (68.2%)  | 426 (10.9%)   | 813 (20.8%)    | 3,902   |
| 3월 30일            | 대구                | 1,896 (70.3%)   | 370 (13.7%)   | 432 (16.0%)    | 2,698   |
| 3월 30일            | 강원                | 3,620 (77.1%)   | 108 (2.3%)    | 968 (20.6%)    | 4,696   |
| 4월 1일             | 경기                | 18,870 (77.4%)  | 552 (2.3%)    | 4,944 (20.3%)  | 24,366  |
| 4월 2일             | 인천                | 4,889 (72.9%)   | 66 (1.0%)     | 1,753 (26.1%)  | 6,708   |
| 4월 2일             | 서울                | 25,744 (89.7%)  | 962 (3.4%)    | 2,007 (7.0%)   | 28,713  |
| 4월 4일             | 대전                | 3,434 (89.8%)   | 108 (2.8%)    | 284 (7.4%)     | 3,826   |
| 4월 4일             | 충북                | 1,532 (69. 2%)  | 64 (2.9%)     | 617 (27.9%)    | 2,213   |
| 4월 4일             | 충남                | 3,800 (89.5%)   | 62 (1.5%)     | 385 (9.1%)     | 4,247   |
| 4월 4일             | 세종                | 187 (93.0%)     | 3 (1.5%)      | 11 (5.5%)      | 201     |
| 순회경선 총합 (80%) | 순회경선 총합 (80%) | 133,927 (72.7%) | 14,561 (7.9%) | 35,696 (19.4%) | 184,184 |
| 4월 3일~4월 4일     | A 업체              | 85.0%           | 2.5%          | 12.5%          | 100%    |
| 4월 3일~4월 4일     | B 업체              | 83.4%           | 3.4%          | 13.2%          | 100%    |
| 여론조사 총합 (20%) | 여론조사 총합 (20%) | 84.2%           | 2.95%         | 12.85%         | 100%    |
| 최종 결과           | 최종 결과           | 75.01%          | 6.92%         | 18.07%         | 100%    |

4월 4일, 전국 순회 국민 경선 현장투표 80%와 국민 여론조사 20%를 합산한 결과 안철수 후보가 전체 과반을 얻어 국민의당 대통령 후보로 선출되었다.

## 투표수 상세
| 날짜     | 경선 | 투표수 | 무효표 | 유효표 |
| -------- | ---- | ------ | ------ | ------ |
| 3월 25일 | 제주 | 2,354  | 16     | 2,338  |
| 3월 25일 | 광주 | 27,006 | 121    | 26,885 |
| 3월 25일 | 전남 | 33,081 | 128    | 32,953 |
| 3월 26일 | 전북 | 30,382 | 95     | 30,287 |
| 3월 28일 | 부산 | 4,238  | 15     | 4,223  |
| 3월 28일 | 울산 | 1,672  | 2      | 1,670  |
| 3월 28일 | 경남 | 4,270  | 12     | 4,258  |
| 3월 30일 | 경북 | 3,917  | 15     | 3,902  |
| 3월 30일 | 대구 | 2,708  | 10     | 2,698  |
| 3월 30일 | 강원 | 4,708  | 12     | 4,696  |
| 4월 1일  | 경기 | 24,420 | 54     | 24,366 |
| 4월 2일  | 인천 | 6,722  | 14     | 6,708  |
| 4월 2일  | 서울 | 28,780 | 67     | 28,713 |
| 4월 4일  | 대전 | 3,832  | 6      | 3,826  |
| 4월 4일  | 충북 | 2,220  | 7      | 2,213  |
| 4월 4일  | 충남 | 4,257  | 10     | 4,247  |
| 4월 4일  | 세종 | 201    | 0      | 201    |

## 같이 보기
- 대한민국 제19대 대통령 선거
- 대한민국 제19대 대통령 선거 더불어민주당 후보 경선
- 대한민국 제19대 대통령 선거 자유한국당 후보 경선
- 대한민국 제19대 대통령 선거 바른정당 후보 경선
- 대한민국 제19대 대통령 선거 정의당 후보 경선